# ناینشت
ناینشت (به آلمانی: Nienstedt) یک منطقهٔ مسکونی در آلمان است که در آل‌اشتد واقع شده‌است. ناینشت ۴۰۹ نفر جمعیت دارد.